# Allan R. Wilks
Allan Reeve Wilks  (* 8. März 1954) ist ein US-amerikanischer Mathematiker und Informatiker.
Allan Wilks wurde 1981 bei Peter Bloomfield an der Princeton University promoviert (Optimal Design of Observation Times for Continuous Time Series). Danach war er Mathematiker bei den ATT Bell Laboratories. Mit Richard A. Becker (Rick Becker) und John M. Chambers ist er Mitentwickler der Programmiersprache für Statistik S. Ursprünglich war es Freeware, später entstanden daraus kommerzielle Softwarepakete.
Ende der 1990er Jahre gelang ihm mit Colin Mallows ein Fortschritt beim Apollonischen Problem, zu drei gegebenen sich berührenden Kreisen den vierten alle drei berührenden Kreis zu finden. Sie fanden, dass der Satz von Descartes nicht nur den Radius des vierten Kreises, sondern auch dessen Ort ergibt (wenn man die Version im Komplexen nimmt). Das ermöglichte es ihnen, effiziente Programme zur Konstruktion Apollonischer Kreispackungen zu schreiben.

## Schriften
- Richard A. Becker, John M. Chambers, Allan R. Wilks: The New S Language. Chapman & Hall/CRC, London 1988
- Ronald L. Graham, Jeffrey Lagarias, Colin L. Mallows, Allan R. Wilks, Catherine H. Yan: Apollonian circle packings: number theory, J. Number Theory, Band 100, 2003, S. 1–45, Arxiv
- Ronald L. Graham, Jeffrey Lagarias, Colin L. Mallows, Allan R. Wilks, Catherine H. Yan: Apollonian circle packings: geometry and group theory. I. The Apollonian group, Discrete Comput. Geom., Band 34, 2005, S. 547–585, Arxiv, Teil 2, Super-Apollonian group and integral packings, ibid., Band 35, 2006, S. 1–36, Arxiv, Teil 3, Higher Dimensions, ibid., Band 35, 2006, S. 37–72, Arxiv
- Lagarias, Mallows, Wilks: Beyond the Descartes circle theorem, American Mathematical Monthly, Band 109, 2002, S. 338–361, Arxiv